# Francisco Jiménez
Francisco Jiménez (fl. XVI secolo) fu un nobile coloniale Nahua originario di Tecamachalco. Fu giudice-governatore di Tenochtitlán per un anno e cinque mesi, tra il 1568 ed il 1569, e fu il primo governante di Tenochtitlan a non essere nato in città.
Nonostante fosse un nobile, l'uso del titolo onorifico don per accompagnarne il nome non è costante.